# Miguel Carlos Riella
Miguel Carlos Riella (Blumenau, 11 de abril de 1945) é um médico brasileiro.
Foi eleito membro da Academia Nacional de Medicina em 2007, ocupando a Cadeira 7, da qual José Pereira Rego é o patrono.